# Goshen (Arkansas)
Goshen est une ville située dans le Comté de Washington américain de l'Arkansas.